# Mário Quina
Mário Gentil Quina (1 de enero de 1930-8 de septiembre de 2017) fue un deportista portugués que compitió en vela en la clase Star. Fue hermano del también regatista José Manuel Quina.
Participó en cuatro Juegos Olímpicos de Verano, obteniendo una medalla de plata en Roma 1960 en la clase Star. Ganó una medalla de bronce en el Campeonato Europeo de Star de 1965.

## Palmarés internacional
| Juegos Olímpicos   | Juegos Olímpicos | Juegos Olímpicos  | Juegos Olímpicos |
| Año                | Lugar            | Medalla           | Clase            |
| ------------------ | ---------------- | ----------------- | ---------------- |
| 1960               | Roma (Italia)    | Medalla de plata  | Star             |
| Campeonato Europeo |                  |                   |                  |
| Año                | Lugar            | Medalla           | Clase            |
| 1965               | ND               | Medalla de bronce | Star             |